# 분위수함수

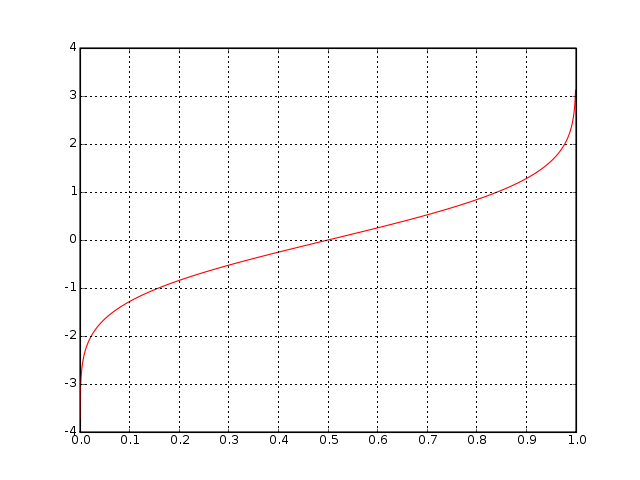
프로 빗은 정규 분포의 분위수 함수 다.

확률 및 통계에서 분위수 함수는 그 확률로 랜덤 변수의 값이 특정 값보다 작은 값을 나타낸다. 이는 누적 분포 함수의 역함수다.

## 정의
분포 함수 F 가 주어질 때, 분위수 함수 Q는 다음 값 x를 반환한다.
{\displaystyle F_{X}(x):=\Pr(X\leq x)=p.\,}
분위수 함수를 표현하는 또 다른 방법은 아래와 같다.
{\displaystyle Q(p)\,=\,\inf \left\{x\in \mathbb {R} :p\leq F(x)\right\}}
분위수함수는 c.d.f 값이 p를 초과하는 모든 값 중에서 x 의 최소값을 반환한다. 따라서 분포가 연속적일 때에는 이전의 설명과 같다. 분포 함수가 연속적이고 단조롭게 증가하기 때문에 무한 함수는 최소 함수로 대체 될 수 있다.

## 같이 보기
- 퍼센트 포인트